# Temporada da Stock Car Brasil de 1987
O Campeonato Stock Car de 1987 foi a 9ª edição promovida pela Confederação Brasileira de Automobilismo (CBA) da principal categoria do automobilismo brasileiro.
O vencedor foi o piloto Zeca Giaffone.
Contexto histórico
Foi criada em 1977 para ser uma alternativa à extinta Divisão 1 (D1), que corria com as marcas Chevrolet (Opala) e Ford (Maverick). Isso ocorreu pelo desinteresse do público e dos patrocinadores por se tornar uma categoria monomarca, dada a superioridade dos modelos Chevrolet. Para que isso não ocorresse, a General Motors criou uma nova categoria, que unia desempenho e sofisticação. O nome foi um golpe de mestre, pois além de emular o nome da famosa categoria americana, a NASCAR, desviava a atenção da marca única.
A primeira prova ocorreu em 22 de abril de 1979, no Autódromo de Tarumã, no Rio Grande do Sul. A criação da categoria foi a melhor resposta a um antigo anseio de uma comunidade apaixonada por carros de corrida, ou seja, uma categoria de Turismo que unisse desempenho e sofisticação.
Regulamento
O regulamento foi criado para limitar os custos, procurando equilíbrio, sem comprometer as performances dignas das competições internacionais.

## Equipes e pilotos
| Equipe                                                      | Construtor | Carro           | Pneu | N.° | Nome do piloto        | Rodada    |
| ----------------------------------------------------------- | ---------- | --------------- | ---- | --- | --------------------- | --------- |
| Chesterfield Racing                                         | Chevrolet  | Opala Hidroplas | P    | 34  | Chico Serra           | Todas     |
| Benson & Hedges Team                                        | Chevrolet  | Opala Hidroplas | M    | 14  | Flávio Trindade       | Todas     |
| Camel Grand Prix                                            | Chevrolet  | Opala Hidroplas | M    | 22  | Paulo Gomes           | Todas     |
| Boettger Competições                                        | Chevrolet  | Opala Hidroplas | C    | 20  | Oscar Chanoski        | Todas     |
| Boettger Competições                                        | Chevrolet  | Opala Hidroplas | C    | 99  | Luiz Carlos Lanzoni   | 1-2       |
| Team Marlboro                                               | Chevrolet  | Opala Hidroplas | P    | 51  | Wilson Fittipaldi Jr  | Todas     |
| Team Valvoline                                              | Chevrolet  | Opala Hidroplas | M    | 30  | Adalberto Jardim      | Todas     |
| Team Valvoline                                              | Chevrolet  | Opala Hidroplas | M    | 90  | Paulo de Tarso        | Todas     |
| Ashford Motorsports                                         | Chevrolet  | Opala Hidroplas | P    | 65  | Valmir Benavides      | Todas     |
| Castrol Racing                                              | Chevrolet  | Opala Hidroplas | C    | 37  | Fábio Sotto Mayor     | Todas     |
| Castrol Racing                                              | Chevrolet  | Opala Hidroplas | C    | 17  | Ingo Hoffmann         | Todas     |
| Equipe Havoline-Texaco                                      | Chevrolet  | Opala Hidroplas | P    | 32  | Affonso Giaffone Jr.  | Todas     |
| Spinelli Racing                                             | Chevrolet  | Opala Hidroplas | P    | 19  | Marcos Gracia         | Todas     |
| Giaffone Motorsport                                         | Chevrolet  | Opala Hidroplas | C    | 81  | Zeca Giaffone         | Todas     |
| Giaffone Motorsport                                         | Chevrolet  | Opala Hidroplas | C    | 80  | Dimas Mello Pimenta   | 1-4 e 7-8 |
| Águia Autosport                                             | Chevrolet  | Opala Hidroplas | C    | 77  | Márcia Arcade         | Todas     |
| Águia Autosport                                             | Chevrolet  | Opala Hidroplas | C    | 4   | Luiz Aladino Osorio   | 1-4 e 7-8 |
| Equipe Johnson                                              | Chevrolet  | Opala Hidroplas | P    | 88  | Hélio Cangueiro       | Todas     |
| Equipe Johnson                                              | Chevrolet  | Opala Hidroplas | P    | 96  | Roberto Florence      | 1-4 e 7-8 |
| Caster Competições                                          | Chevrolet  | Opala Hidroplas | B    | 24  | Paulo Nicolini        | 1-6       |
| Caster Competições                                          | Chevrolet  | Opala Hidroplas | B    | 26  | Fábio Greco           | 1-2       |
| Touring/Molykote/Renocap Team                               | Chevrolet  | Opala Hidroplas | M    | 1   | Pedro Rodrigues       | 1-4       |
| Dimep Grand Prix                                            | Chevrolet  | Opala Hidroplas | P    | 76  | Ernesto Pívaro        | Todas     |
| Tapetes Bandeirante/Tapeçaria CHIC/Palace Racing            | Chevrolet  | Opala Hidroplas | C    | 40  | Hélcio de Oliveira    | 7-8       |
| Liberty Plaza/Itaú Anti-Corrosão/Verde e Amarelo Motorsport | Chevrolet  | Opala Hidroplas | P    | 23  | Alládio Teixeira Jr.  | 3-4 e 7-8 |
| Refricentro/Macarrão Eme-Gê Autosport                       | Chevrolet  | Opala Hidroplas | C    | 78  | José Roberto da Matta | Todas     |
| Refricentro/Macarrão Eme-Gê Autosport                       | Chevrolet  | Opala Hidroplas | C    | 84  | Aloysio Andrade Filho | 1-4 e 7-8 |
| Molas Hoesch Team                                           | Chevrolet  | Opala Hidroplas | C    | 46  | Vítor Costa           | 1-4 e 7-8 |
| Trefitec                                                    | Chevrolet  | Opala Hidroplas | P    | 2   | Savio Murillo         | Todas     |
| Trefitec                                                    | Chevrolet  | Opala Hidroplas | P    | 18  | Luiz Alberto Pereira  | 2 e 5-8   |
| Team Metalpó-Combustol                                      | Chevrolet  | Opala Hidroplas | P    | 59  | Lian Duarte           | Todas     |
| Equipe Queijo Manacá/Leitbom/Transportadora Lagoinha        | Chevrolet  | Opala Hidroplas | C    | 58  | Clemente Faria        | 3-4       |
| Cibranox Motorsport                                         | Chevrolet  | Opala Hidroplas | C    | 9   | José Carlos Dias      | Todas     |
| Mistura Brasileira/Dalphin Engenharia                       | Chevrolet  | Opala Hidroplas | C    | 67  | Nelson Lacerda (Boia) | Todas     |
| Filadélfia Engineering                                      | Chevrolet  | Opala Hidroplas | M    | 49  | Olimpio Alencar Jr    | Todas     |
| Action/Sultox-Sulpesca Racing                               | Chevrolet  | Opala Hidroplas | G    | 74  | Áttila Sipos          | Todas     |
| San Philipo/Objetivo Competições                            | Chevrolet  | Opala Hidroplas | G    | 61  | Walter Corsi Filho    | Todas     |

## Calendário e resultados

### Etapas
| # | Circuito             | Data           | Pole Position        | Volta mais rápida    | Piloto Vencedor      | Equipe Vencedora       |
| - | -------------------- | -------------- | -------------------- | -------------------- | -------------------- | ---------------------- |
| 1 | GP de Interlagos     | 31 de maio     | Olimpio Alencar Jr   | Wilson Fittipaldi Jr | Ingo Hoffmann        | Castrol Racing         |
| 2 | GP de Goiânia        | 7 de junho     | Luiz Alberto Pereira | Wilson Fittipaldi Jr | Luiz Alberto Pereira | Trefitec               |
| 3 | GP de Cascavel       | 21 de junho    | Olimpio Alencar Jr   | Zeca Giaffone        | Ingo Hoffmann        | Castrol Racing         |
| 4 | GP de Curitiba       | 12 de julho    | Olimpio Alencar Jr   | Ingo Hoffmann        | Olimpio Alencar Jr   | Filadélfia Engineering |
| 5 | GP de Viamão         | 16 de agosto   | Zeca Giaffone        | Fábio Sotto Mayor    | Fábio Sotto Mayor    | Castrol Racing         |
| 6 | GP do Rio de Janeiro | 30 de agosto   | Lian Duarte          | Marcos Gracia        | Ingo Hoffmann        | Castrol Racing         |
| 7 | GP de São Paulo      | 13 de setembro | Fábio Sotto Mayor    | Zeca Giaffone        | Fábio Sotto Mayor    | Castrol Racing         |
| 8 | GP de Guaporé        | 11 de outubro  | Fábio Sotto Mayor    | Wilson Fittipaldi Jr | Paulo Gomes          | Camel Grand Prix       |

## Classificação

### Campeonato de pilotos
Zeca Giaffone foi campeão sem vencer corridas
| Pos | Piloto                 | INT | GOI | CAS | CTB | VIA | RJO | SPO | GUA | Pts |
| --- | ---------------------- | --- | --- | --- | --- | --- | --- | --- | --- | --- |
| 1   | Zeca Giaffone          | 4   | 5   | 2   | 3   | 5   | 20† | 3   | 2   | 145 |
| 2   | Fábio Sotto Mayor      | 8   | 2   | 6   | 2   | 1   | 6   | 1   | 12  | 142 |
| 3   | Wilson Fittipaldi Jr   | 6   | 8   | 10  | 7   | 3   | 8   | 4   | 3   | 136 |
| 4   | Affonso Giaffone Jr.   | 3   | 9   | 8   | 5   | 4   | 4   | 5   | 5   | 124 |
| 5   | Paulo Gomes            | 29  | 4   | 3   | 24  | 9   | 7   | 27  | 1   | 124 |
| 6   | Ingo Hoffmann          | 1   | Ret | 1   | 11  | 7   | 1   | 9   | 4   | 112 |
| 7   | Marcos Gracia          | 2   | Ret | 4   | 8   | 10  | 3   | 15  | 10  | 110 |
| 8   | Adalberto Jardim       | 7   | DSQ | 11  | 9   | 2   | Ret | 7   | 21† | 109 |
| 9   | Chico Serra            | 5   | 3   | 5   | 4   | 15  | Ret | 2   | 9   | 98  |
| 10  | Olimpio Alencar Jr     | 10  | 7   | 15  | 1   | 23† | DNS | 8   | 6   | 79  |
| 11  | José Carlos Dias       | 9   | 6   | 7   | 6   | 11  | 5   | Ret | 13  | 54  |
| 12  | Lian Duarte            | 11  | 17  | 9   | 10  | 6   | 16  | 10  | 7   | 43  |
| 13  | Savio Murillo          | 15  | Ret | 23  | DSQ | 14  | 14  | 18  | Ret | 33  |
| 14  | Luiz Alberto Pereira   |     | 1   |     |     | 8   | 2   | 11  | 8   | 33  |
| 15  | Áttila Sipos           | 24  | 15  | 17  | 13  | Ret | DNS | 13  | 11  | 28  |
| 16  | Walter Corsi Filho     | 22  | 24† | Ret | DNS | Ret | 13  | 14  | 14  | 28  |
| 17  | Nelson Lacerda (Boia)  | 16  | 22† | Ret | DNS | Ret | Ret | 22  | 15  | 27  |
| 18  | Paulo de Tarso Marques | 12  | Ret | 12  | 12  | 12  | 19  | 6   | Ret | 26  |
| 19  | Oscar Chanoski         | 20  | Ret | 19  | 15  | 13  | Ret | 20  | Ret | 25  |
| 20  | Valmir Benavides       | Ret | 18  | 21  | 17  | 22  | 11  | Ret | DNS | 19  |
| 21  | Flávio Trindade        | 13  | 10  | 13  | 16  | 17  | 9   | Ret | Ret | 17  |
| 22  | Luiz Carlos Lanzoni    | 14  | 23  |     |     |     |     |     |     | 15  |
| 23  | Paulo Nicolini         | Ret | 13  | 16  | Ret | 16  | 10  |     |     | 14  |
| 24  | Márcia Arcade          | Ret | DNS | Ret | 22  | 19  | 18  | 17  | 16  | 11  |
| 25  | Hélio Cangueiro        | DNS | DNS | 14  | 14  | 21  | 12  | 16  | Ret | 10  |
| 26  | Roberto Florence       | 18  | 11  | Ret | DNS |     |     | 12  | DSQ | 8   |
| 27  | José Roberto da Matta  | 21  | 14  | 22  | 20  | 20  | 15  | Ret | DNS | 7   |
| 28  | Pedro Rodrigues        | 25  | 12  | Ret | DNS |     |     |     |     | 5   |
| 29  | Hélcio de Oliveira     |     |     |     |     |     |     | 25  | 18  | 0   |
| 30  | Vítor Costa            | 17  | 16  | 18  | 18  |     |     | 19  | 20  | 0   |
| 31  | Ernesto Pívaro         | 28  | Ret | 24  | 21  | 18  | 17  | 26  | 19  | 0   |
| 32  | Aloysio Andrade Filho  | 23  | Ret | 20  | 19  |     |     | 21  | 17  | 0   |
| 33  | Dimas Mello Pimenta    | 19  | 20  | Ret | DNS |     |     | 23  | 22† | 0   |
| 34  | Luiz Aladino Osorio    | 27  | 19  | 25  | 23  |     |     | 24  | Ret | 0   |
| 35  | Fábio Greco            | 26  | 21  |     |     |     |     |     |     | 0   |
| 36  | Alládio Teixeira Jr.   |     |     | NC  | 25† |     |     | Ret | DNS | 0   |
| 37  | Clemente Faria         |     |     | DNS | DNS |     |     |     |     | 0   |
| Pos | Piloto                 | INT | GOI | CAS | CTB | VIA | RJO | SPO | GUA | Pts |

| Cor      | Resultado            |
| -------- | -------------------- |
| Ouro     | Vencedor             |
| Prata    | 2º lugar             |
| Bronze   | 3º lugar             |
| Verde    | Terminou, nos pontos |
| Azul     | Terminou, sem pontos |
| Púrpura  | Retirou-se (Ret)     |
| Vermelho | Não qualificado (NQ) |
| Preto    | Desqualificado (DSQ) |
| Branco   | Não largou (NL)      |
| Sem cor  | Não participou (NP)  |
| Sem cor  | Lesionado (Les)      |
| Sem cor  | Excluído (EX)        |